# WBBM
WBBM-AM („Newsradio 780“) ist eine US-Radiostation aus Chicago, Illinois. Auf der Mittelwellen-Frequenz 780 kHz sendet die Station mit 50 kW als Clear-Channel-Station ein Nachrichten-Format. Sie gehört heute CBS Radio. WBBM-AM wird simulcasted durch seine UKW-Station WBBM-FM.

## Geschichte

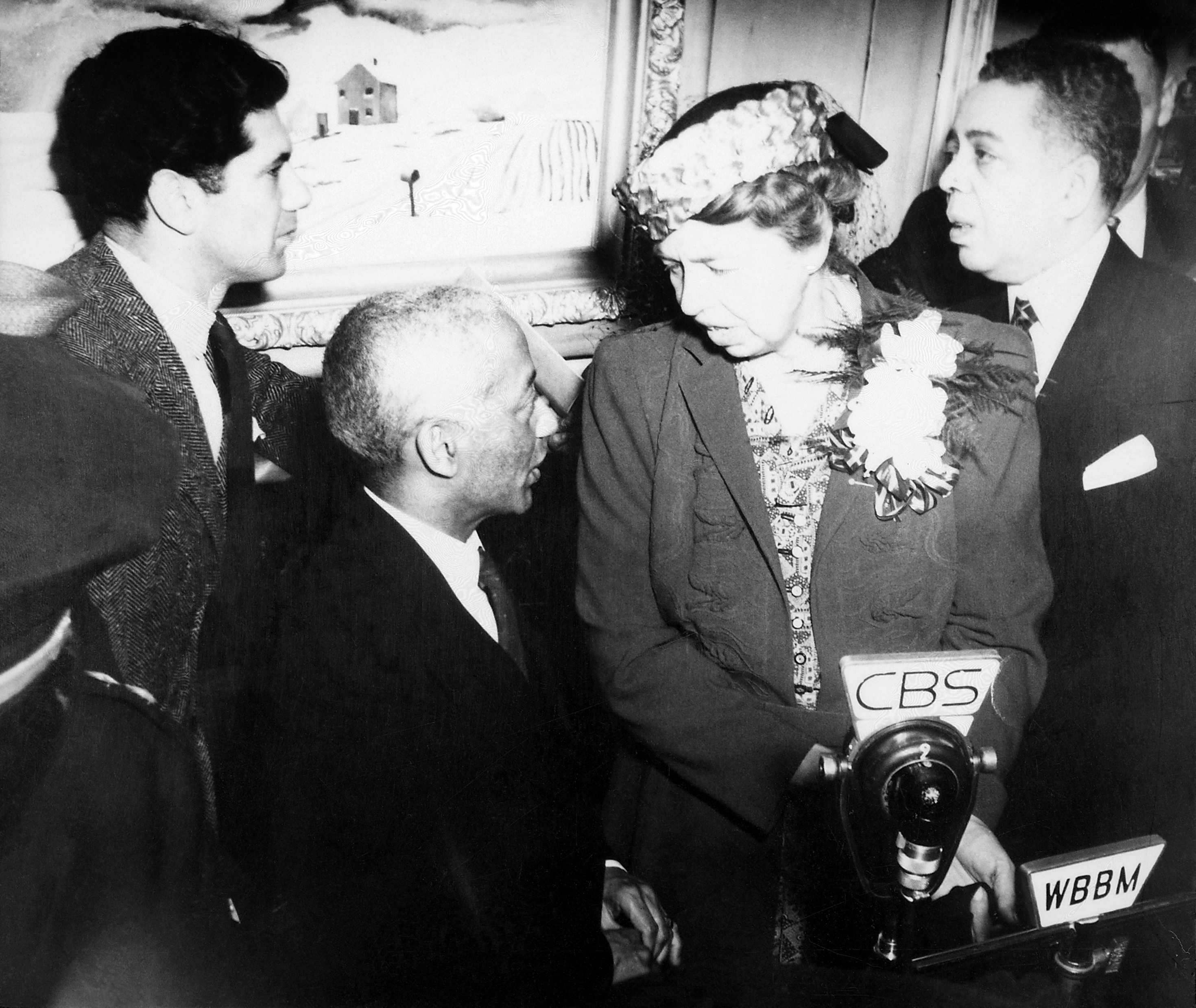
Eleanor Roosevelt besuchte 1941 das South Side Art Center in Chicago, live übertragen von CBS Radio mittels WBBM

In der Geschichte des Senders machten viele bekannte Jazzmusiker Station bei WBBM. So sang Lurlean Hunter beispielsweise einen Jingle für den Sender ein.
Die Anfänge von WBBM gehen auf das Jahr 1911 zurück. Leslie und Ralph Atlass, die Besitzer der Mallory Battery Company in Lincoln, Illinois, starteten in diesem Jahr eine experimentelle Funkstation. In 1924 erhielt sie von der Federal Communications Commission (FCC) eine kommerzielle Lizenz mit dem bis heute gültigen Rufzeichen. Es steht für „World's Best Battery Maker“. Später wurde es umgedeutet zu „We Broadcast Better Music“. Ursprünglich sendete die Station auf MW 1330 kHz.
Seit 1935 sendet WBBM mit 50 kW. Die Studios befanden sich bis 1956 an verschiedenen Orten in Chicago. Seitdem sendete WBBM vom North McClurg Court, bis sie 2006 zum Two Prudential Plaza umzog.